# Nir Chen
Nir Chen (hebrejsky נִיר חֵ"ן, doslova „Louka padesáti osmi“,v oficiálním přepisu do angličtiny Nir Hen) je vesnice typu mošav v Izraeli, v Jižním distriktu, v Oblastní radě Lachiš.

## Geografie
Leží v nadmořské výšce 108 metrů v pobřežní nížině, v regionu Šefela. Západně od obce se rozkládá větší umělá vodní nádrž Zohar.
Obec se nachází 17 kilometrů od břehu Středozemního moře, cca 52 kilometrů jižně od centra Tel Avivu, cca 52 kilometrů jihozápadně od historického jádra Jeruzalému a 4 kilometry západně od města Kirjat Gat. Nir Chen obývají Židé, přičemž osídlení v tomto regionu je etnicky převážně židovské.
Nir Chen je na dopravní síť napojen pomocí lokální silnice číslo 3413, jež západně od vesnice ústí do lokální silnice číslo 352.

## Dějiny
Nir Chen byl založen v roce 1955. Podle jiného zdroje se zde obyvatelé usídlili až roku 1956. Šlo o součást jednotně koncipované sídelní sítě budované v regionu Chevel Lachiš po vzniku státu Izrael. Zakladateli mošavu byli Židé ze severní Afriky. V 70. letech 20. století je doplnila skupina Židů z Francie a později pak i rodilí Izraelci. Místní ekonomika je založena na zemědělství (pěstování polních plodin a skleníkové pěstování květin). Funguje tu obchod se smíšeným zbožím, společenské centrum a sportovní areály.
Vesnice je situovaná poblíž arabské vesnice al-Faludža, která byla roku 1948 během války za nezávislost vysídlena. Mošav byl pojmenován podle 58 (v hebrejské abecedě odpovídají číslovce 58 písmena חן) obětí civilního letu společnosti El Al, který byl roku 1955 po neúmyslném průniku do leteckého prostoru nad Bulharskem sestřelen tamním vojenským letectvem.

## Demografie
Podle údajů z roku 2014 tvořili naprostou většinu obyvatel v Nir Chen Židé (včetně statistické kategorie „ostatní“, která zahrnuje nearabské obyvatele židovského původu ale bez formální příslušnosti k židovskému náboženství).
Jde o menší obec vesnického typu s dlouhodobě rostoucí populací. K 31. prosinci 2014 zde žilo 483 lidí. Během roku 2014 populace stoupla o 0,4 %.
| Rok            | 1961 | 1972 | 1983 | 1995 | 2001 | 2003 | 2004 | 2005 | 2006 | 2007 | 2008 | 2009 | 2010 | 2011 | 2012 | 2013 | 2014 |
| -------------- | ---- | ---- | ---- | ---- | ---- | ---- | ---- | ---- | ---- | ---- | ---- | ---- | ---- | ---- | ---- | ---- | ---- |
| Počet obyvatel | 59   | 160  | 306  | 275  | 300  | 330  | 341  | 350  | 365  | 378  | 397  | 428  | 429  | 467  | 467  | 481  | 483  |